# Автошлях Т 0411
Автошля́х Т 0411 — автомобільний шлях територіального значення у Дніпропетровській області. Пролягає територією Широківського та Апостолівського районів через Широке — Олександрівку — Садове. Загальна довжина — 25,8 км.

## Маршрут
Автошлях проходить через такі населені пункти:
| Автошлях Т 0405          |     |
| Дніпропетровська область |     |
| Широківський район       |     |
| Широке                   | Р74 |
| Кряжове                  |     |
| Олександрівка            |     |
| Апостолівський район     |     |
| Садове                   | Н23 |